# La Tour Ronde (Orbe)
Der Tour Ronde (deutsch: Rundturm) ist ein Aussichtsturm auf 489 m ü. M. in der Gemeinde Orbe im Schweizer Kanton Waadt.

## Situation
Der 1317 erbaute Turm ist 25 Meter hoch und besteht aus grob geschnittenen Kalksteinblöcken. Die Basis des Turmes hat einen Durchmesser von 8,90 Meter und eine Mauerdicke von 3 Metern.
101 Treppenstufen führen zur Aussichtsplattform in 20 Meter Höhe. Von der Plattform aus bietet sich eine Aussicht auf die historische Altstadt von Orbe und den Jura.
Der Zutritt zum Turm kostet zwei Franken. Die unteren Treppen werden abwechselnd in Gelb- und Rottönen beleuchtet. Gleichzeitig wird man durch sanfte Musik berieselt.

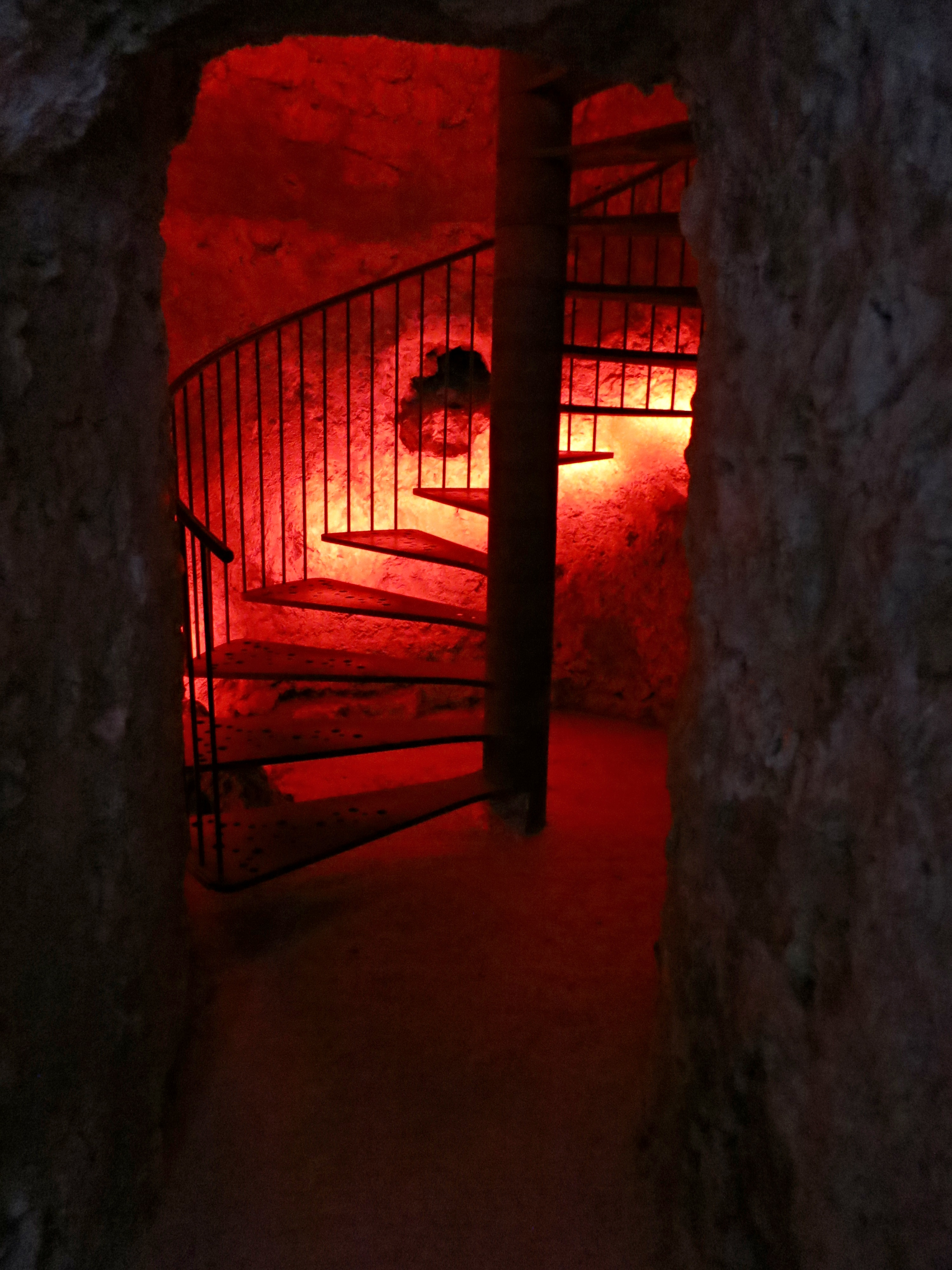
Beleuchtete Treppe beim Eingang
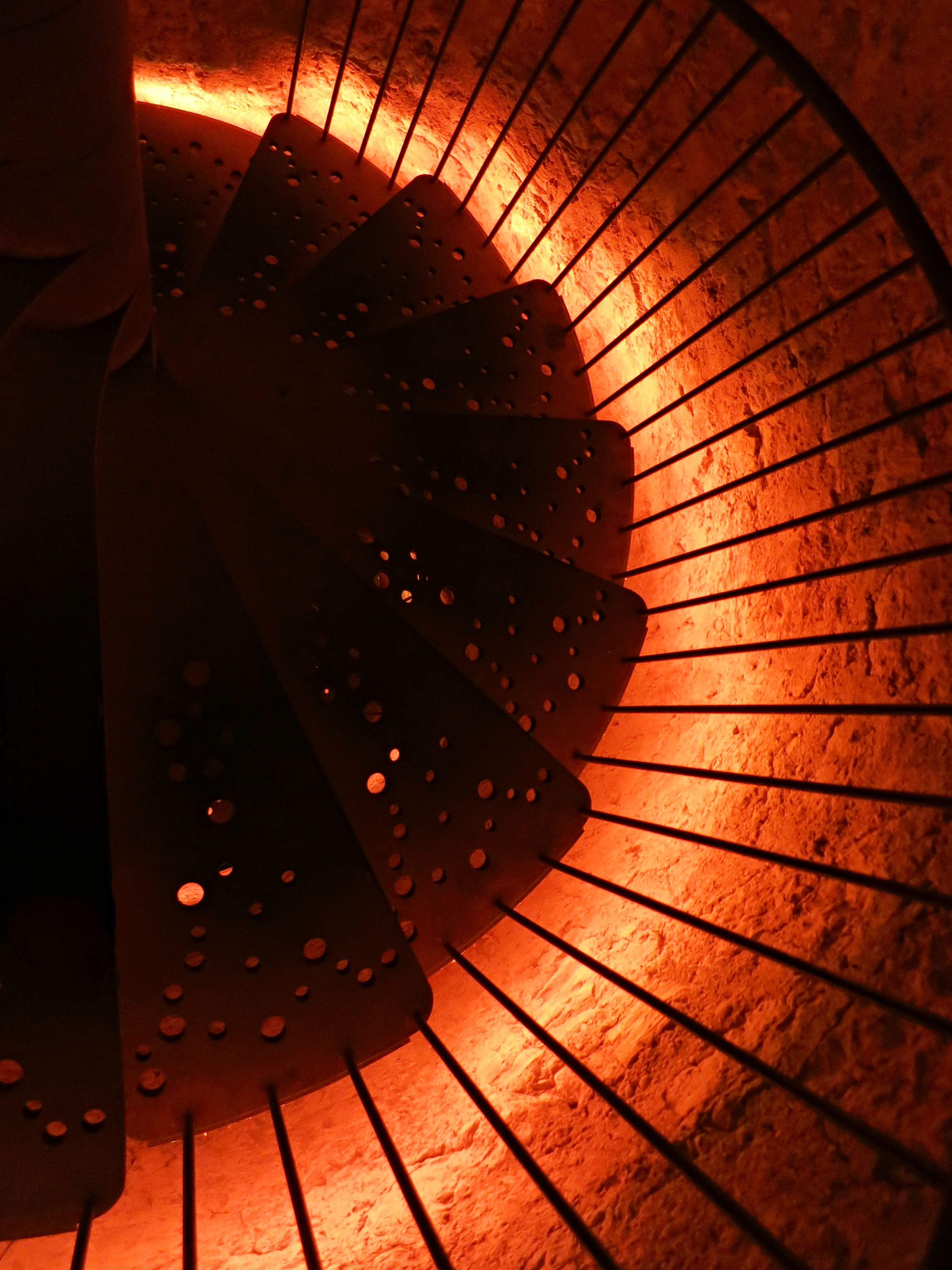
Beleuchtete Treppe von oben
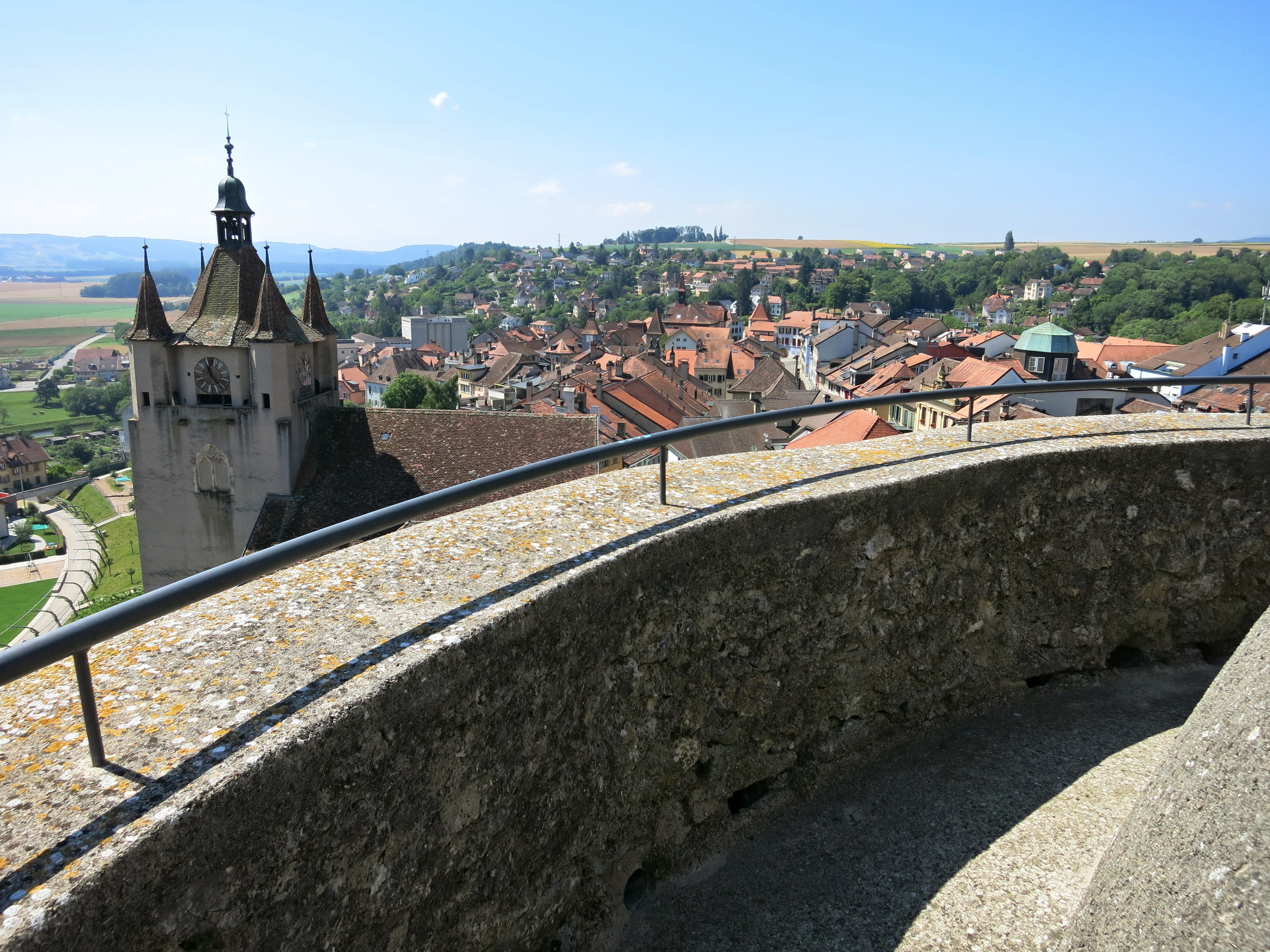
Aussichtsplattform